# كأس الاتحاد الكوري الجنوبي 2006
كأس الاتحاد الكوري الجنوبي 2006 (هانغل: FA컵 2006) هو موسم من كأس الاتحاد الكوري الجنوبي. فاز فيه تشونام دراغونز.